# Enrico di Borgogna
Enrico di Borgogna er "heroisk" opera i to akter af Gaetano Donizetti. Bartolomeo Merelli skrev den italienske libretto efter Der Graf von Burgund af August von Kotzebue.
Enrico di Borgogna var Donizettis tredje opera, men den første, han fik opført. Den havde premiere den 14. november 1818 på Teatro San Luca i Venedig.

## Roller
| Rolle    | Stemmetype   | Originalbesætning, 14. november 1818 (Dirigent:) |
| -------- | ------------ | ------------------------------------------------ |
| Brunone  | Baryton      | Giuseppe Fioravanti                              |
| Elisa    | Mezzo-sopran | Adelina Catalani                                 |
| Enrico   | Altstemme    | Fanny Eckerlin                                   |
| Geltrude | Sopran       | Adelaide Cassago                                 |
| Gilberto | Bas          | Andrea Verni                                     |
| Nicola   | Bas          | Pietro Verducci                                  |
| Pietro   | Tenor        | Giuseppe Fusconi                                 |

## Diskografi
- A Hundred Years of Italian Opera indeholder første akt: Recitativ og cavatina, Elisa! Elisa! Oh! me infelice Care aurette che spiegate, sunget af Della Jones. Opera Rara ORCH103; også på The Young Donizetti Opera Rara ORR 229